# Valerianus (Heiliger)
Valerianus († 178 in Tournus) war ein christlicher Märtyrer und Heiliger.
Der Überlieferung zufolge stammte Valerianus aus Lugdunum (Lyon). Der Christenverfolgung im Jahre 177 konnte er sich jedoch gemeinsam mit Marcellus durch Flucht entziehen. Während Marcellus schließlich in die Gegend von Cabillonum (Chalon-sur-Saône) gelangte, kam Valerianus nach Castrum Tinurtium (Tournus). Als er auch hier begann, das Christentum durch Predigten zu verbreiten, wurde er verhaftet und erlitt den Märtyrertod durch Enthauptung. Nachdem der französische König Karl der Kahle im Jahre 875 dieses Kloster, seine Besitzungen und die Stadt Tournus den Benediktinermönchen, die von der Insel Noirmoutier (Département Vendée) fliehen mussten, vermacht hatte, wurde von ihnen über seinem Grab eine Kirche und ein Kloster errichtet. Die Mönche brachten die Reliquien des Heiligen Philibert mit, nach dem diese Kirche und Abtei benannt ist.
Gedenktag des Valerianus  ist der 15. September und der des Marcellus der 4. September.